# 克雷斯韋爾 (北卡羅萊納州)
克雷斯韋爾（英語：Creswell）是一個位於美國北卡羅萊納州華盛頓縣的城鎮。

## 人口
根據2020年美國人口普查的數據，克雷斯韋爾的面積為1.47平方千米，皆為陸地。當地共有人口207人，而人口密度為每平方千米141人。